# Partido Comunista da Checoslováquia
O Partido Comunista da Checoslováquia (em checo e em eslovaco: Komunistická strana Československa, KSČ) foi um partido político comunista da antiga Checoslováquia, fundado em 1921.
Após a Segunda Guerra Mundial, com a ocupação da Checoslováquia pela URSS, os comunistas tomaram controle sobre o governo checoslovaco, tendo embarcado num programa de nacionalizações massivo sobre diversos sectores da economia do país.
Em 1948, com o Golpe de Praga, os comunistas assumiam o poder político absoluto da Checoslováquia, declarando o país como uma república socialista e, tal iria ser o regime em vigor até 1989.
Na década de 1960, com o surgimento de Alexander Dubček, o partido tenta avançar reformas, com vista à liberalização do sistema política checoslovaco, momento conhecido como a Primavera de Praga. Tais reformas seriam impedidas pela invasão soviética de 1968, depondo Dubček e impondo uma "normalização" do regime comunista do país, reafirmando a sua fidelidade para com a URSS.
Pressionado pela Perestroika de Mikhail Gorbachev e pela Revolução de Veludo, o regime aceitou convocar eleições democráticas para 1990, que, viriam a ser ganhas por Václav Havel e, com tal acontecimento, o regime comunista checoslovaco chegava ao fim.
Após a promulgação da "Lei de ilegalidade do regime comunista e de resistência contra ele", aprovada em 1993 na República Checa, o partido foi não só banido como declarado uma organização criminal.

## Resultados eleitorais

### Eleições legislativas
| Data                  | Votos      | %          | Deputados | +/- | Status   | Aliança         |
| --------------------- | ---------- | ---------- | --------- | --- | -------- | --------------- |
| 1925                  | 913 711    | 12,9 (2.º) | 41 / 300  |     | Oposição |                 |
| 1929                  | 753 220    | 10,2 (4.º) | 30 / 300  | 11  | Oposição |                 |
| 1935                  | 849 495    | 10,3 (4.º) | 30 / 300  | =   | Oposição |                 |
| Banido de 1938 a 1945 |            |            |           |     |          |                 |
| 1946                  | 2 205 697  | 31,2 (1.º) | 93 / 300  |     | Governo  | Frente Nacional |
| 1948                  | 6 424 734  | 89,2 (1.º) | 160 / 300 | 67  | Governo  | Frente Nacional |
| 1954                  | 8 484 102  | 97,9 (1.º) | 148 / 368 | 12  | Governo  | Frente Nacional |
| 1960                  | 9 059 838  | 99,9 (1.º) | 148 / 300 | =   | Governo  | Frente Nacional |
| 1964                  | 9 412 309  | 99,9 (1.º) | 148 / 300 | =   | Governo  | Frente Nacional |
| 1971                  | 10 153 572 | 99,5 (1.º) | 245 / 350 | 97  | Governo  | Frente Nacional |
| 1976                  | 10 605 762 | 99,9 (1.º) | 237 / 350 | 8   | Governo  | Frente Nacional |
| 1981                  | 10 725 609 | 99,9 (1.º) | 240 / 350 | 3   | Governo  | Frente Nacional |
| 1986                  | 10 871 881 | 99,4 (1.º) | 242 / 350 | 2   | Governo  | Frente Nacional |
| 1990                  | 1 445 407  | 13,6 (2.º) | 23 / 150  | 219 | Oposição |                 |